# Michel Coignet
Vous lisez un « bon article » labellisé en 2011.
Pour les articles homonymes, voir Coignet.

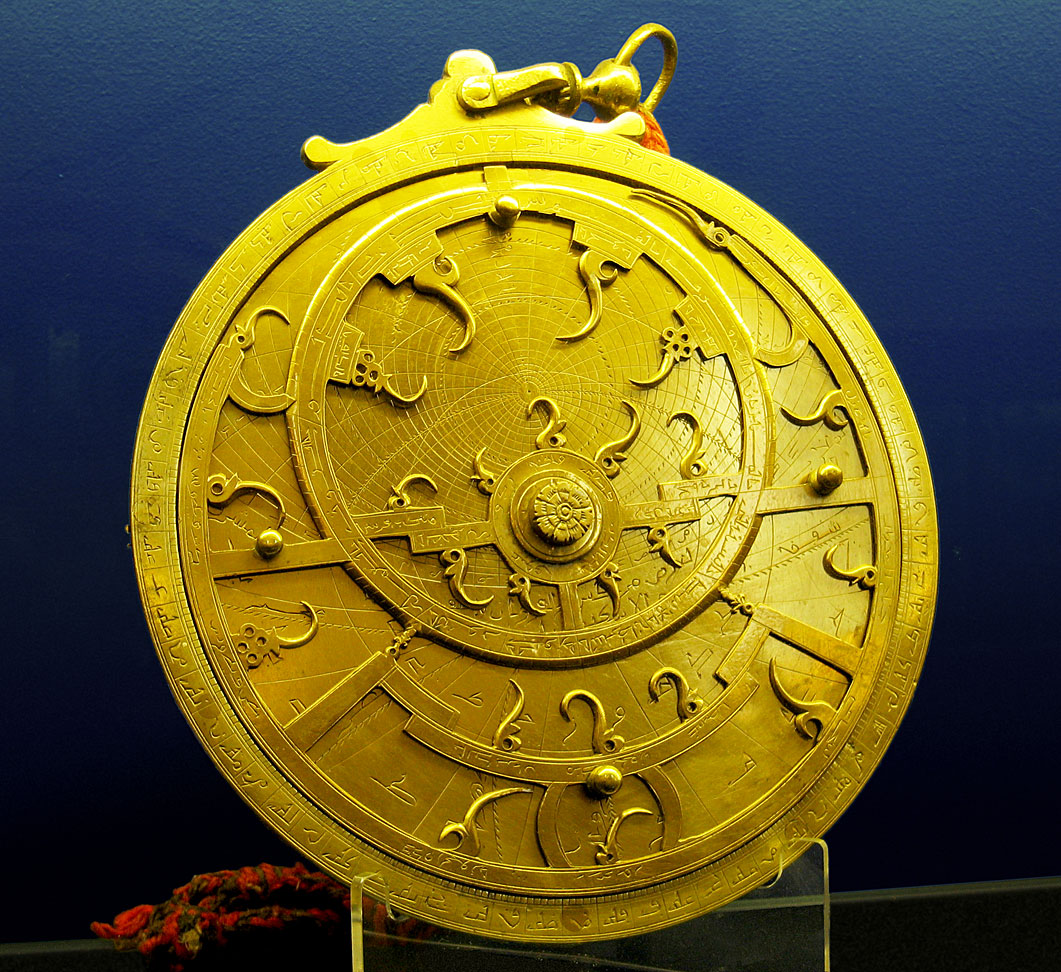
Astrolabe persan du XVIIIe siècle semblable à ceux que fabriquait Michel Coignet.

Michel Coignet (également Quignet, Cognet, ou encore Connette en italien), né à Anvers en 1549 et mort à Anvers le 24 décembre 1623, est un ingénieur brabançon, cosmographe, mathématicien et fabricant d'instruments scientifiques.
Mathématicien, ingénieur et cartographe des archiduc et duchesse d'Autriche Albert et Isabelle, il occupait à leur cour une position analogue à celle de Simon Stevin auprès de Maurice d'Orange. Les géographes lui doivent un traité de la navigation (1580) et de nombreux ouvrages mathématiques ou militaires. Il fut un des premiers jalons dans la création du compas de proportion. Ayant pour élève Marino Ghetaldi, connu de François Viète, Coignet fut un mathématicien respecté par ceux de son époque, et notamment par Fabrizio Mordente, Ludolph van Ceulen, Godefroy Wendelin, Adrien Romain, Galilée, Johannes Kepler ou Mercator.

## Biographie

### Une famille d'orfèvres

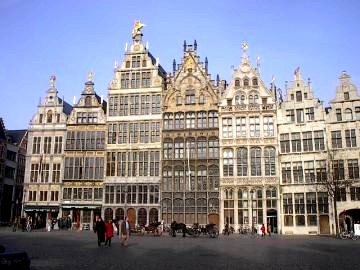
Les maisons des Guildes d'Anvers.

Michel Coignet est issu d'une famille d'orfèvres, établie à Anvers vers la fin du XVe siècle, et qui a donné aussi des peintres et des médecins. L'étymologie du nom est française — probablement la famille vient-elle de la région de Lille ou d'Arras — et provient du coin des orfèvres, un petit poinçon qui sert à marquer les pièces. Les armes de la famille portent d'ailleurs trois coins stylisés.
Son grand-père Jacob, mort en 1529, en plus de son métier de joaillier possédait de nombreux biens immobiliers à Anvers et dans les environs ; on lui connait deux fils qui reprennent le métier d'orfèvre, dont Gillis, dit « Gilles Coignet l'ancien », le père de Michel. Celui-ci était aussi facteur d'instruments mathématiques et astronomiques (certains nous sont parvenus). Gillis, maître de la guilde de Saint-Luc en 1543, meurt en 1562 ou 1563 laissant trois fils, Jacob qui devient médecin, le peintre Gillis Aegidius Coignet, et le cadet Michel âgé de treize ans.
Michel bénéficie manifestement d'une éducation très complète, mais on ne sait rien de certain à ce sujet. Il a pu suivre, en mathématiques, l'enseignement de Valentin Mennher « maître d'école » de la guilde de Saint-Ambroise originaire d'Allemagne, et le seul qui nous soit connu à Anvers ayant des compétences avancées en algèbre (dans le style de La Coss) et en trigonométrie. Ces deux domaines seront des spécialités de Coignet.
En 1568, Michel est accepté comme maître d'école par la Guilde de Saint-Ambroise,, il enseigne le français et les mathématiques, probablement à un niveau avancé.
Vers 1570, il quitte la maison familiale pour se marier avec Maria van den Eynde, dont il aura dix enfants, ce qui le conduit à multiplier ses activités. En 1572, il enseigne les mathématiques à des officiers supérieurs de la cour d'Espagne. C'est également de 1572 que date le premier instrument que l'on connaisse fabriqué par Coignet, un astrolabe. À la même époque il est nommé « jaugeur de vin » par les magistrats de la ville d'Anvers, un emploi semi-public qui demande certaines capacités en arithmétique. Il s'agit en effet de mesurer le contenu des barriques de vin importées, pour calculer la taxe d'entrée, mais aussi celui des barriques entamées dans les auberges, pour pouvoir en déduire la consommation et la taxe sur celles-ci. Ses affaires semblent florissantes, car en 1576 il doit prendre un assistant pour sa tâche de maître d'école.
Coignet est admis en 1581 comme membre de la guilde de Saint-Luc, en tant que fils d'un maître de la guilde.

### Premières publications
De cette époque datent :
- des tables astronomiques, Tabulæ astronomicæ ;
- dès 1573, une déclaration ʃur le fait des changes ainsi qu'un petit Discours de bien & duement disconter, avec la solution sur diverses opinions y proposées, plus la solution des questions mathématiques par la supputation de Sinus, illustrées & amplifiées par les démonstrations géométriques, nécessaires à icelles, imprimé avec l'Arithmétique de Valentin Mennher (ou Menher) à Anvers[14] ;
- la même année, il publie à Anvers ses commentaires sur l'œuvre récréative de Valentin Menher[15]. Ces cent questions ingénieuses pour délecter et aiguiser l'entendement, dont il donnait les solutions, furent remises en forme par Denis Henrion à Paris, en 1621[16]. Ces jeux récréatifs, ou de semblables, firent au siècle suivant le fonds de commerce des livres de mathématiques de Cyriaque de Mangin, Claude-Gaspard Bachet de Méziriac et Claude Mydorge ;
- un traité sur la navigation, Nieuwe onderwysinghe op de principaelste puncten der zeevaert en 1580, imprimé à Anvers par Jaques Heinrick, et traduit en français par Coignet l'année suivante sous l'intitulé : Instruction des points les plus excellents et nécessaires touchant l'art de naviguer (1581)[17] ; Coignet s'y montre lecteur de Pedro Nunes et de Pedro de Medina dans la traduction flamande de Merten Everaert[18] et fin connaisseur de la notion de loxodromique. Il est plagié par Thomas Blundiville[19] qui fait paraître la traduction du traité en marge de ses Exercices en 1594[4].

Enfin, Coignet trouve encore le temps de faire éditer, en flamand, les œuvres de son ami de Maastricht, Willem Raets, trop tôt décédé.

### Correspondance avec Galilée

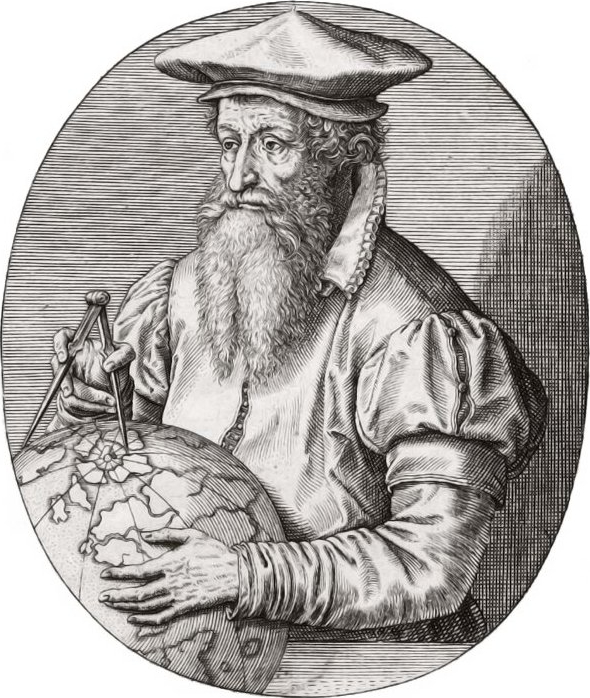
Gerard Mercator.

On sait, par son élève Federico Saminiati qui en cite un extrait dans son ouvrage sur les cadrans solaires, qu'en 1584 Coignet est en correspondance avec Gérard Mercator. Malheureusement la correspondance elle-même est perdue.
Le 31 mars 1588, ayant eu communication des recherches de Galilée à propos du barycentre d'un conoïde parabolique tronqué, Coignet lui écrit son admiration. En contact avec Godefroy Wendelin ou Ludolph van Ceulen, il poursuit ses recherches sur le pantomètre, une règle plate graduée dont son compas de proportion paraît un successeur. Contrairement à ce qui a été affirmé, non sans une jalousie suspecte, par Giovanni Camillo Glorioso il ne semble pas possible que le compas de Michel Coignet ait pu avoir une influence sur le « compas géométrique et militaire » de Galilée pour des questions de date. L'étude des manuscrits de Coignet (qui nous sont parvenus) montre plutôt que celui-ci met au point son instrument après Galilée, mais de façon autonome,.

### Le mathématicien des archiducs

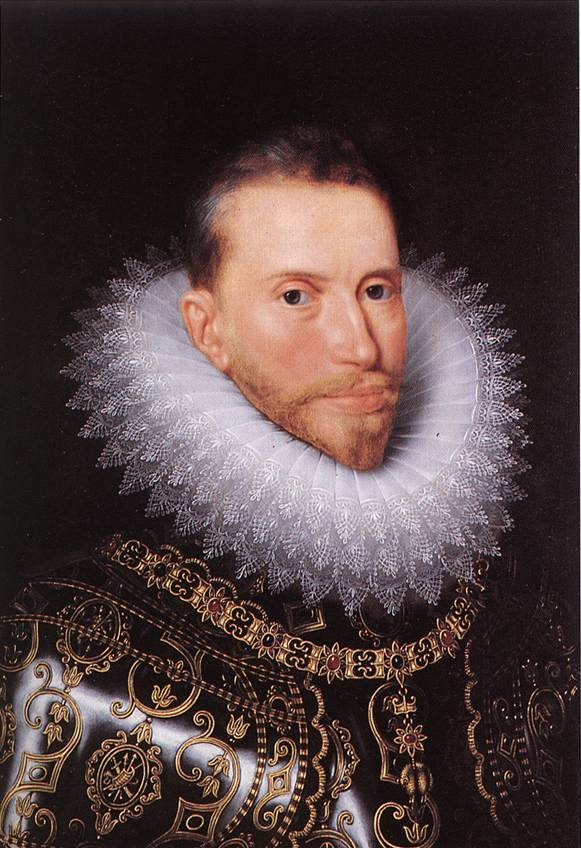
L'archiduc Albert vers 1600 par Frans Porbus (Fine Arts Museums of San Francisco).

En 1596, Coignet entré à sa demande au service des archiducs Albert et Isabelle, abandonne son office municipal et se consacre aux fortifications le long de la rive de l'Escaut. À cet Archiduc, féru de mathématiques, Coignet adresse cette requête :

« A Son Altesse Sérénissime, remonstre très humblement Michael Coignetus, mathematicus, qu'il a esté plus de 23 ans instructeur et précepteur à plusieurs divers seigneurs et princes en la science de la mathématicque, dont il a pris l'occasion de composer quelques livres, que luy et plusieurs doctes personnes trouvent être très nécessaires et singulièrement requis pour redresser l'estude de ceste science en ce pays de par-deça, laquelle pour les troubles passées a esté quasy amortie et annéantie. »

Coignet développe à la suite de cette adresse un plan des cours qu'il veut donner :

« Le premier sera sur les nouvelles hypothèses des orbites célestes tels que les conçoit Copernic. Le second sera une œuvre de la géométrie pratique, ensemble une réfutation des absurdes problèmes géométriques que Josepbus Sclialigher a fait publié à Leyde ; le troisième sur la réformation et augmentation de son livre de l'art de naviguer par les instrumens et practiques de la mathématique ; tous œuvres fort requis et désirez de tous hommes lettrez et versez en ceste susdicte science. »

Il demande également le soutien financier qui convient à un tel enseignement :

« Mais comme il est impossible au  remontrant de venir à chef-d'œuvre de tout ce que dessus, sans l'assistance et subside de quelque grand prince ou seigneur s'entendant et incliné à ladicte science, comme est Vostre Altesse Sérénissime, prie donc très humblement qu'il plaise à icelle de vouloir donner support et aide au suppliant, pour fournir aux despens qui se pourront faire, tant pour faire tailler les figures nécessaires aux œuvres susdites et les faire imprimer, qu'aussy le subside que ledict suppliant aura à faire pour soustenir et lui et sa famille ce pendant qu'il sera besognant et travaillant pour redresser tous les œuvres susdicts à leur perfection. Pour à quoy parvenir Vostre Altesse Sérénissime poura de sa libéralité faire présent audict sup- pliant d'un passeport de cent draps d'Angleterre de couleur, ou de la valeur d'icelluy passeport, selon que Vostre Altèze Sérénissime trouvera le plus convenable et agréable. »

Dans les années qui suivent, Coignet participe au siège de Hulst (1598) et d'Ostende (1602-1604). Il est pensionné par les archiducs sur la fin de sa vie. En 1606, après la mort de sa première femme, il se remarie avec Magdalena Marinus, dont il a, comme en son premier lit, quatre enfants.

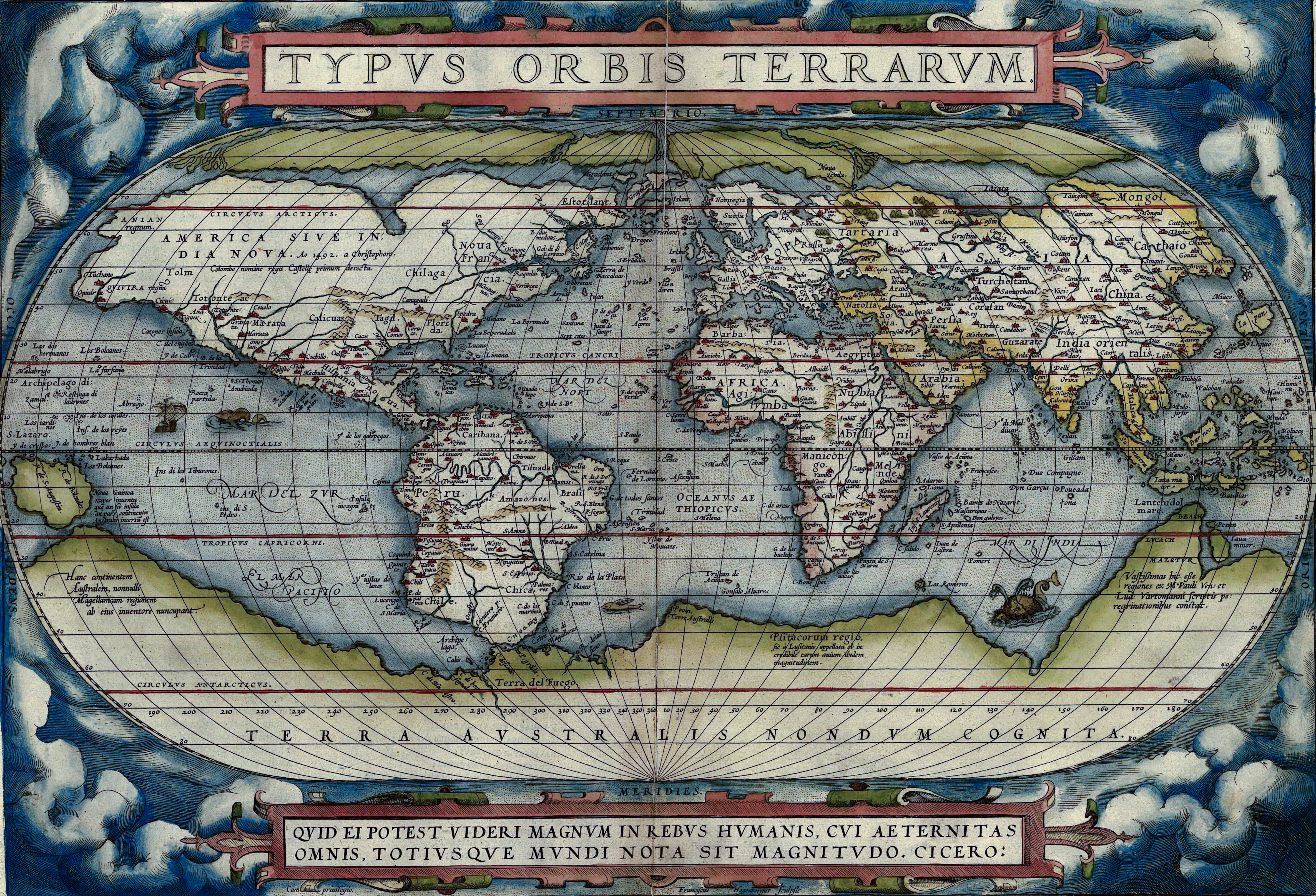
Carte du monde selon Ortelius.

Ce militaire distingué n'est pas seulement versé dans la connaissance des sciences, il s'occupe également de littérature et fait avec facilité des vers latins. Il publie toutefois pendant cette période un traité géographique de première importance, une édition du théâtre de l'univers ou  « Epitome » , en complément d'un ouvrage d'Abraham Ortelius publié et gravé en 1601. Complété par des cartes du Japon, dues aux Jésuites, en 1603, sa traduction anglaise fut dédiée à Sir Walter Raleigh.
Vers 1600, Coignet a pour élève le lucquois Federico Samminiati et le Ragusain Marino Ghetaldi.
Cependant, malgré son mérite, Michel Coignet ne trouve pas le chemin de la fortune et ses autres manuscrits ne sont pas imprimés. Il subsiste néanmoins des traces de plusieurs dons émanant des deux souverains ; 1 000 florins le 13 avril 1604, une rente annuelle de 200 florins en 1609, qu'il ne perçoit jamais, et en compensation 600 livres de Flandre et au mois d'août 1623, une autre somme de 300 livres ; Quetelet affirme (au XIXe siècle) que l'infante Isabelle se montre favorable à sa veuve, Madeleine Marinis, et à ses quatre enfants après que cette dernière lui envoie une quelque supplique :

« A Son Altesse Sérénissime remonstre en toute humilité Magdalaine Marinis, veuve de Michel Coignet, en son vivant malhématicien et ingénieur pour le service de sa Majesté, qu'ayant vu son dit mari exposé et feu son Altesse Sérénissime les bons et signalés services par lui rendus à sa Majesté et sa dite Altesse en la susdite qualité, signament es sièges de Hulst et Ostende, où il s'est trouvé souventes fois à ses propres frais et sans tirer aucun gage, il aurait plu à feu Sa dite Altesse, par lettres patentes du treize mars 1609  lui donner, céder et transporter, ensemble à ses hoirs ou ayants cause, une rente  (...) sur certaine maison située en la ville d'Anvers, tombée en confiscation, etc. »

### Un mathématicien reconnu
Adrien Romain, qui vient de Wurtzbourg le visiter à Anvers le tient en grande estime et le dit :

« Très versé dans toutes les parties des mathématiques, comme le prouvent et le prouveront tant ses ouvrages imprimés en diverses langues que ceux qu'il a en manuscrits sur l'arithmétique, la géométrie, la stéréométrie, la géodésie et l'astronomie, ouvrages remplis d'un savoir singulier et qu'il a bien voulu me montrer quand j'allai le visiter à Anvers. Je passe sous silence ses belles mécaniques qui font l'admiration des connaisseurs. Je ne dis rien non plus de diverses horloges qu'il a construites pour la ville d'Anvers, d'après une théorie exposée dans un traité exprès. J'ajouterai seulement qu'il s'occupe avec ardeur de la recherche des mobiles secondaires et que bientôt il présentera de nouveaux principes sur cette partie de la mécanique. »

Le blason du mathématicien François Viète.

En 1593, le docteur de l'université de Wurtzbourg le nomme parmi les mathématiciens du monde entier pressentis pour résoudre son équation de degré 45, problème dont François Viète triomphe en 1595 en exhibant 23 solutions.
François Viète semble d'ailleurs avoir partagé ce point de vue, et il publie en fin de son de numerosa potestatum la lettre très élogieuse que Marin Ghetaldi fait du fondateur de l'algèbre et de son maître Coignet,. Cette lettre de la main du Ragusain, est datée de Paris, le 15 février 1600 :
« Votre seigneurie sait le désir que j'avais de connaître M. Viète, depuis que j'ai vu quelques-uns de ses ouvrages. Cela a été cause que, me trouvant à Paris pour d'autres affaires personnelles, j'ai voulu, avant de partir pour l'Italie, lui faire visite. Sa connaissance m'a prouvé qu'il était non moins affable que savant. Non seulement il m'a montré beaucoup de ses ouvrages encore inédits, mais il me les a confiés, afin que je les visse dans ma maison et à ma commodité... comme je le priais instamment de le publier, il commença à s'excuser, disant qu'il ne le pouvait faire, et n'avait pas la commodité de pouvoir le revoir et le polir. Et véritablement il est plus empêché la grande partie du temps dans les affaires de S. M. très-chrétienne, étant du conseil d'État et maître des Requêtes. »

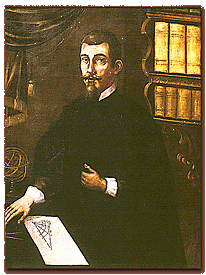
Marino Ghetaldi dans le palais du recteur de Raguse.

Ghetaldi, rend de nouveau hommage à ce premier maître et ami en 1603 lors de la publication, à Rome, de son Promotus Archimedis seu de variis corporum generibus, écrivant de Coignet :

« Mais aussi avec Michel Coignet, homme excellent dans les choses mathématiques, et mon maître, à qui je dois
beaucoup, et de qui je reçus mon premier enseignement. »

Coignet est également en correspondance avec l'astronome humaniste Godefroy Wendelin ; il est parallèlement très apprécié du voyageur Louis Guichardin ou Guicciardini qui affirme

« Ainsi qu'il a faict voir par sa nouvelle instruction dressée sur l'art de naviger, qu'il a mis sous la presse et en laquelle, oultre plusieurs beaux et utiles instruments par luy inventez, il enseigne aux pilotes et mariniers le moyen de scavoir prendre au vray la distance des lieues es voyages qu'ils font du Levant au Ponent, et au contraire, du Ponent au Levant, chose qui iusqu'à présent a esté estimée, n'y ayant en ce voyage aucun but ferme, tel qu'est le pôle, pour s'adresse en navigantz, non seulement difficile, ains encor impossible, et pour ce en est  digne de louange et de bonne récompense. »

Kepler le connaît comme « Michaelis Coigneti », et le tient pour le premier mathématicien de Bruxelles (« Ertzh mathematicum zu Brüssel »). Il le cite à propos de calculs de densité du fer et le mentionne aussi pour un traité sur les éclipses solaires de 1605 ainsi qu'un livre de stéréométrie. Les observations de Coignet troublent d'ailleurs Kepler car elles ne concordent pas avec les siennes et Kepler lui envoie alors une longue lettre afin de s'assurer de leurs mesures.
Son tombeau, orné de ses armoiries, se trouvait à l'église Saint-Jacques. En tant que mathématicien ordinaire des archiducs, il est remplacé en 1627 par Jean Palmet.

## L'œuvre de Coignet

### Créateur d'instruments scientifiques

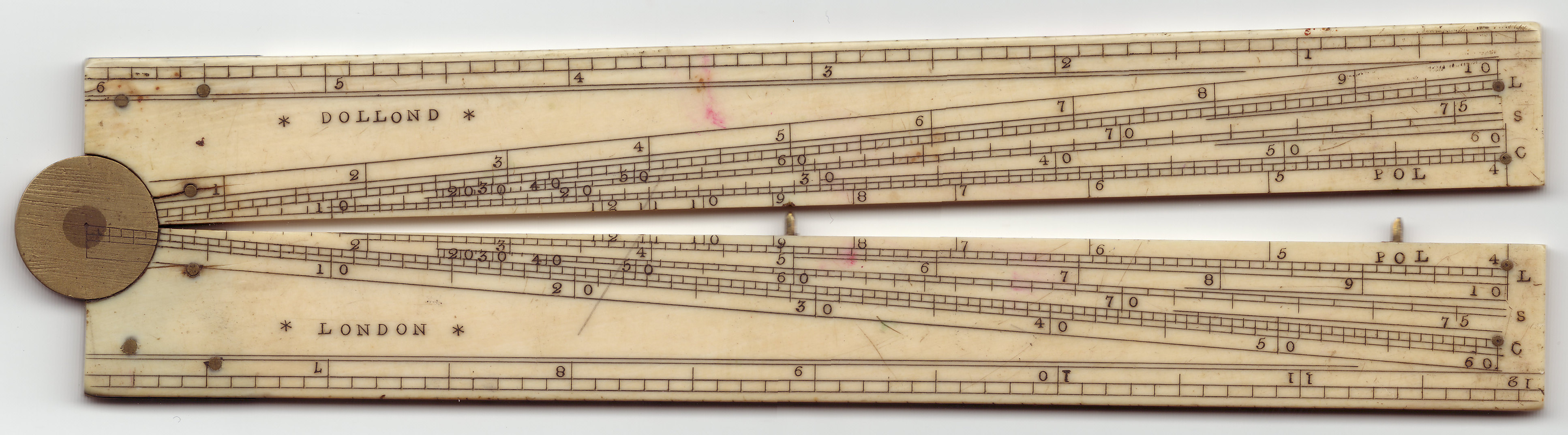
Compas de proportion.

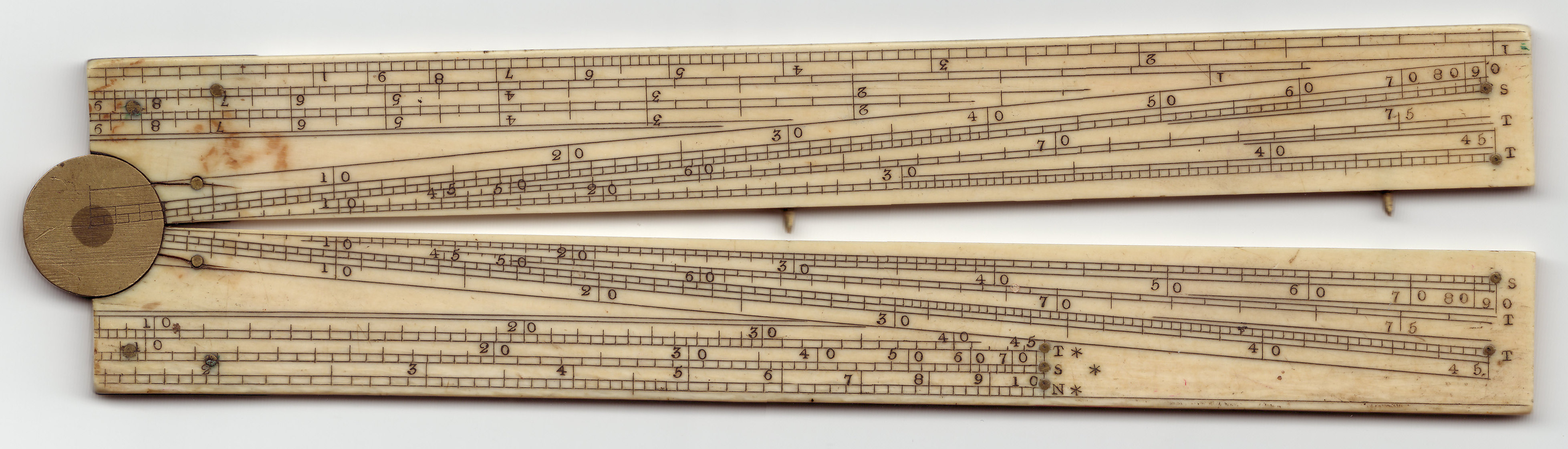
Verso.

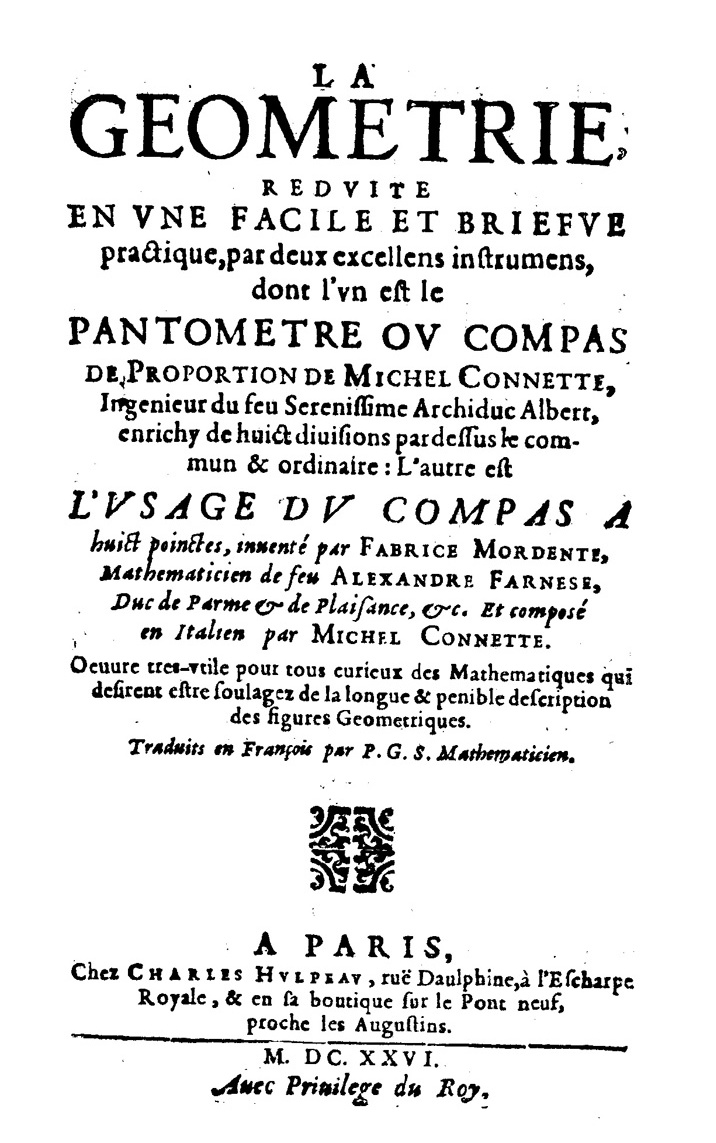
Géometrie reduite en une facile et briefve practique par deux excellens instrumens, 1626.

Coignet semble être surtout le véritable créateur du secteur ou « reigle plate » dont les prémisses sont apparues en 1568 chez Guidobaldo Del Monte, Jacopo da Vignola et Giovanni Paolo Gallucci. Le titre d'un de ses
traités manuscrits suggère d'ailleurs que les progrès accomplis en algèbre ont joué leur rôle dans l'invention du premier compas de proportion, instrument de mesure universel faussement associé au seul nom de Galilée, :

« El uso de las doze divisiones geométricas puestas en las dos reglas pantometras por las quales, con aiuda de un compas commun, se pueden con gran facilidad resolver los problemas mathemdticos... (Paris, BN Ms. ESP 351) »

Une nouvelle version de 1604 vante « l'utilité de cet instrument pour construire les angles, les arcs et les solides réguliers, mesurer les hauteurs, les surfaces, pour l'astronomie, la géographie et l'hydrographie, les cadrans solaires, la quadrature du cercle et la duplication du cube, bref : fere omnia que in tota mathesi » (tout ce qu'on peut faire en mathématiques).
Les historiens des sciences hésitent cependant à trancher dans ces questions de préséance et préfèrent noter que l'idée du compas de proportion, c'est-à-dire de l'ancêtre des règles à calcul, fit son apparition entre les années 1590 et 1610. Galilée se servait de son propre compas pour diviser une ligne, extraire des racines carrées et cubiques, diminuer ou augmenter un rapport ou trouver une grandeur proportionnelle moyenne. À la même époque, Jost Bürgi de Cassel et Thomas Hood de Londres développent d'ailleurs le même type d'instruments.
Outre sa description du nocturlabe (1581), et quelques manuscrits décrivant le pantomètre (conservés à Oxford à la Boldeian, ou à Florence), plusieurs astrolabes de Michel Coignet  sont conservés actuellement au Castello Sforzesco de Milan, au Kunstgewerbemuseum de Berlin (datant de 1572), au Museo Naval de Madrid (datant de 1598) et au Musée Boerhaave, de Leyde (1601) ; ces musées conservent également un cercle d'arpenteur (1600) et
un instrument qui est à la fois nocturlabe et cadran solaire (1598) , ainsi que des copies de cartes européennes.

### Coignet et la navigation

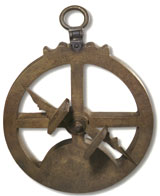
Un astrolabe nautique portugais ; Coignet ajoute au dispositif de visée un petit arc gradué pour obtenir directement la latitude, en tenant compte de la déclinaison solaire.

C'est un livre concernant la navigation qui assure la renommée de Coignet, et pour lequel il est le plus souvent cité : les Nieuwe Onderwijsinghe op de principaelste Puncten der Zeevaert (nouvelles instructions sur les principaux points de navigation) sont imprimées à Anvers en 1580 par Hendrik Hendriksen, en appendice d'une traduction en flamand de l'Arte de navigar (l'art de naviguer) de Pedro de Medina. L'année suivante paraît en français chez le même imprimeur une traduction revue et augmentée du seul livre de Coignet, sous le titre Instruction des points plus excellents & necessaires, touchant l'art de naviguer. 
L'ouvrage de Pedro de Medina paraît en 1545 et accompagne les Grandes découvertes. Traduit imprimé et réimprimé, il sert à l'instruction des navigateurs de l'Europe entière sur l'usage des instruments de leur art, particulièrement la boussole mais aussi l'astrolabe et le bâton de Jacob. Le commerce maritime se développe, et les Pays-Bas ne sont pas en reste : le livre de Coignet est dédié à un grand marchand d'Anvers qui a aidé à financer l'impression, Gillis Hooftman, et dont les navires sillonnent les mers de la Baltique jusqu'au nord de la Russie, et vont même s'aventurer en Afrique. Le succès en terre de langue flamande des deux ouvrages joints de Pedro de Medina et Michel Coignet est attesté par ses trois réimpressions successives à Amsterdam, devenu le principal port des Pays-Bas, après qu'Anvers tombée aux mains des Espagnols en 1585 ait vu le blocus de son accès à l'Escaut (et donc son accès à la pleine mer interdit). Le livre est connu des navigateurs — Willem Barentsz emporte un exemplaire de l'édition anversoise lors de sa malheureuse expédition dans le grand nord — mais aussi des géographes comme Mercator qui le lisent et le citent, certains comme Willem Blaeu n'hésitant pas à copier des parties de son texte.
La version française est lue mais ne connait qu'une seule impression. Cependant, à Londres, Thomas Blundiville la copie dans ses Exercices parus en 1594 qui eurent un grand succès et connurent huit réimpressions, et Coignet, par l'intermédiaire de son plagiaire, a eu ainsi probablement une influence importante sur le développement de la marine anglaise.
Le livre combine des connaissances plutôt théoriques, cosmographie, vents, variation de l'angle entre la direction du nord géographique et celle du nord magnétique, les cartes, et d'autres plus appliquées, instruments de navigation et leur usage, méthodes pour déterminer la position, marées.

#### Les loxodromies
Les loxodromies sont les courbes tracées sur la sphère terrestre qui coupent les méridiens à angle constant. Ce sont celles décrites par un navire qui suit un cap. Elles sont représentées par des lignes droites pour la projection de Mercator, introduite par ce dernier quelques années auparavant en 1569.
Coignet les décrit à la suite de Pedro Nunes qui en 1537 avait remarqué le premier que ces courbes n'étaient pas comme on le croyait des grands cercles. Coignet avertit les marins de cette confusion, et des mauvais tracés que l'on trouve sur les cartes marines. Il en calcule la longueur par approximation pour des angles variant de 1 à 60° (de degré en degré).

#### Le problème des longitudes

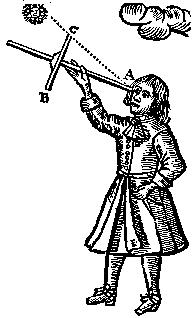
Arbalète ou bâton de Jacob, illustration de Practical Navigation (John Seller, 1669).

Dès la page de titre de son manuel, Coignet annonce « un moyen facil certain et très sûr pour naviguer est & oêst, lequel jusques à present a esté inconnu à tous Pilotes ». Le problème essentiel de la navigation vers l'est et l'ouest, est celui de déterminer la longitude. Alors que la mesure de la latitude s'obtient assez facilement par celle de l'altitude du soleil ou de l'étoile polaire, la mesure de la longitude est beaucoup plus délicate, et les navigateurs n'auront pas de solution satisfaisante avant la seconde moitié du XVIIIe siècle. La différence entre l'heure locale et l'heure en un lieu de référence donne la longitude. Johannes Werner propose en 1514 d'utiliser des tables de prévisions des positions de la lune en fonction du temps, avec la distance angulaire vis-à-vis d'étoiles fixes. L'observation de la lune donne, par confrontation avec la table, l'heure du lieu où celle-ci a été construite. Coignet préfère reprendre l'idée avancée par Gemma Frisius de mesurer directement le temps écoulé à l'aide d'une horloge. Les principes sont tous deux corrects et seront utilisés bien plus tard, mais les moyens de l'époque ne permettent ni de construire d'horloge qui soit assez sûre, ni d'instruments suffisamment précis, autant pour établir les tables que pour mesurer les distances angulaires en mer. Coignet propose d'utiliser des sabliers montés sur cardan ce qui n'est guère réaliste vu la précision d'un sablier, qui plus est sur un bateau en mer.

#### Instruments de navigation
Coignet décrit dans son livre plusieurs instruments, qui sans être entièrement originaux, comportent des améliorations, dont le but est souvent d'éviter au marin les calculs ou l'usage de tables, grâce à une lecture directe sur l'instrument par un dispositif mécanique simple. Ainsi il propose un Astrolabe nautique, instrument conçu au XVe siècle par les portugais pour mesurer l'altitude du soleil, agrémenté d'un dispositif permettant de lire directement la latitude, en corrigeant en fonction de la déclinaison du soleil.
Coignet propose également une version adaptée à la navigation de l'arbalète ou bâton de Jacob. Cet instrument en forme de croix permet de mesurer les distances angulaires et donc les altitudes célestes, étoile polaire ou soleil, la partie transversale, le « marteau » pouvant coulisser sur la « flèche », un bâton gradué de section rectangulaire que tient l'observateur. Il a été inventé au XIVe siècle par l'astronome et mathématicien provençal Levi ben Gerson (sur un principe ancien) pour l'observation astronomique, et décrit par celui-ci dans un manuscrit traduit de l'hébreu en latin peu cité mais connu par exemple de Regiomontanus. L'instrument est adapté à la navigation par les espagnols et les portugais au début du XVIè, et on le trouve dans le traité de Pedro de Medina. L'ouvrage de Coignet est le premier traité de navigation où se trouve décrite une version utilisant des marteaux de tailles différentes, ce qui améliore la précision. La flèche est de section carrée et porte sur trois faces, correspondant à trois marteaux, trois échelles inégales graduées directement en degré, ce qui permet la lecture directe de l'altitude. L'instrument de Levi ben Gerson possédait déjà plusieurs marteaux, et Johannes Werner avait déjà décrit en 1514 un instrument pour l'astronomie avec 8 marteaux et les échelles correspondantes portées directement en degré, mais l'adaptation à la navigation demande des instruments plus maniables et faciles à utiliser. L'arbalète sera encore améliorée après Coignet, et son usage perdurera jusqu'à la fin du XVIIIe siècle, alors que l'astrolabe nautique, plus coûteux, moins maniable et moins précis, disparaitra dès la fin du XVIIe siècle.
Coignet décrit également le nocturlabe, un instrument qui donne l'heure la nuit à partir de la position des étoiles, et l'hémisphère nautique, un instrument qui peut donner l'heure et la latitude à n'importe quelle heure de la journée, et que Coignet invente à partir du meteoroscope décrit par Ptolémée, puis Regiomontanus et Werner.

### Coignet et les problèmes récréatifs
Le livre de Coignet des deux cents questions ingénieuses et récréatives extraites et tirées des œuvres de Valentin Mennher, allemand (réédité et corrigé par Denis Henrion) fait partie d'une série de mathématiques récréatives qui voient le jour en Europe entre 1570 et 1660, et qui portent parfois la signature de mathématiciens prestigieux ; Daniel Schwenter, Bachet de Méziriac, Cyriaque de Mangin, le père Jean Leurechon (sous couvert de son neveu Hendrick Van Etten), le père minime Mersenne ont imité Michel Coignet et Valentin Mennher (ou Menher) dans leurs problèmes plaisants et délectables et leurs questions inouïes.
Toutefois, il n'y a pas pour autant de réelle unité entre ces différentes publications :
en 1570, les problèmes que posent Valentin Mennher dans son Arithmétique. sont purement d'ordre comptable à quoi Coignet apporte d'élégantes solutions. Mais en 1612, les Problèmes plaisans et delectables, qui se font par les nombres, de Claude-Gaspard Bachet de Méziriac, sont bien différents, ouvrant le chemin à Pierre de Fermat. Et en 1660, ceux que reprend Claude Mydorge d'après Jean Leurechon et Cyriaque de Mangin sont de tout autre nature et concernent tant l'optique que les feux d'artifice ou les fusées.

## Postérité

### Une figure difficile à cerner
Le mémorialiste anversois François Sweerts publie son nom en 1613 parmi les docteurs de la ville d'Anvers. Fortunio Liceti le cite pour ses notations sur la flèche en 1623. Mais les premiers historiens[réf. nécessaire] à évoquer le souvenir de Michel Coignet sont Valère André et François-Xavier Feller,.
Valère stipule qu'il fut mathématicien des princes souverains des Pays-Bas, les sérénissimes Albert et Isabelle, cite quelques-unes de ses traductions, d'Ortelius, de Medina, et son livre sur les changes (traduit de Mennher). Il cite quelques-uns des compliments que lui adressait Adrien Romain dans la préface de ses Ideas mathematica pour ses livres de mathématiques, ses horloges, etc. Enfin, il donne pour date de son décès 1623 (ainsi que son lieu d'inhumation). Cette date est confirmée par le Diarium Biographicum d'Henning Witte.

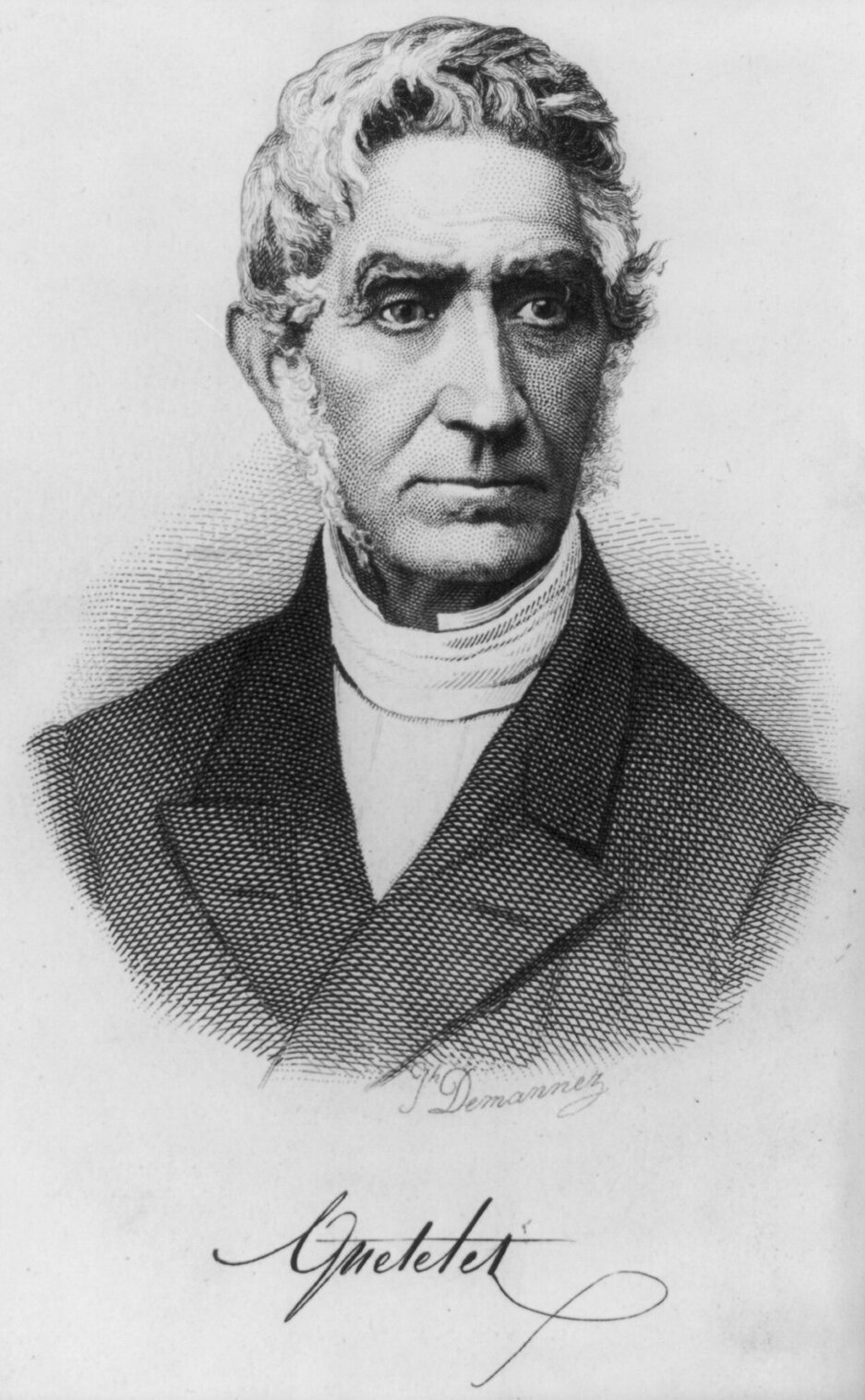
Adolphe Quételet.

En 1742, Johann Christoph Heilbronner le retient pour son pantographe. À la même époque, le bibliophile et historien du XVIIIe siècle Jean-François Foppens (1689-1761), confirme sa date de décès et décrit son tombeau.
Connu de Montucla, qui le place avec Albert Girard parmi ceux qui utilisent les relations de Viète[réf. nécessaire], Coignet est traduit par Jean-Jacques Boyssier, et publié par le libraire Charles Hulpeau. Mais bientôt son nom n'est plus évoqué qu'au travers de ses problèmes récréatifs, de ses inventions relatives à la navigation et de sa réédition des travaux géographiques d'Ortelius. D'Alembert ne le cite dans son encyclopédie que par l'appellation de flèche qu'il donne à son compas maritime. Son talent est cependant reconnu à la fin du XIXe siècle. L'historien italien des sciences Antonio Favaro publie en 1909 un article de seize pages consacrées entièrement à Coignet, dans lesquelles il l'étudie comme correspondant de Galilée. Sa figure renaît par la suite sous l'impulsion des travaux d'Adolphe Quételet[réf. nécessaire] et particulièrement sous la plume du Révérend père Henri Bosmans (1852-1928).

### Détails des publications
On compte peu de livres de Coignet, outre ceux qui ont déjà été mentionnés :
- Le livre d'« arithmétique contenant plusieurs belles questions & demandes, propres & utiles à tous ceux qui hantent le trafic de marchandises » ; d'après Valentin Mennher, publié à Anvers chez Jean Waesberghe, en 1573. (Disponible, la version de 1570 sur Google livres.)
- (nl) Arithmetica oft Een niew cijfferboeck de Willem Raets publié chez Hendrick Hendricsen en 1580, et disponible sur Google livres.
- (nl) De Zeevaert oft Conste van ter Zee te varen met Noch een ander nieuwe Onderwijsinghe, publié en 1580, chez Henry Hendrix, d'après Pedro de Medina.
- Nieuwe Onderwijsinghe, op de principaelste Puncten...  ou Instruction nouvelle des poincts plus excellents & nécessaires, touchant l'art de naviguer : contenant plusieurs règles, pratiques, enseignements, & instruments très idoines à tous pilotes, maistres de navire, & autres qui journellement hantent la mer...  A Anvers : Chez Henry Hendrix, 1581. Cette « Instruction des points touchant l'art de Naviguer » est disponible sur Gallica.
- L'epitome du théâtre de l'univers d'Abraham Ortelius nouvellement reconnu, augmenté, et restauré de mesure géographique. à Anvers, chez Jean Baptiste Vrintl, 1609. Cet « épitome du théâtre de l'univers » est disponible sur Gallica et Google.
- Une Collection (ou recueil) de divers traités de mathématiques par Denis Henrion a été publiée à Paris en 1620-1621.
- La geometrie, réduite en une facile et brève pratique par deux excellents instruments, dont l'un est le Pantometre ou compas de proportion de Michel Coignet, l'autre est l'usage du compas a huit pointes, inventé par Fabrice Mordente, re-publié en 1626, par Charles Hulpeau.
- Un traité des sinus, publié (posthume) en 1901 chez Bruxelles, Polleunis et Ceuteric[76].